# 浜佳葉子
浜 佳葉子（はま かよこ、1962年（昭和37年）8月6日 - ）は、日本の地方公務員。町田市副市長、東京都生活文化局長、東京都水道局長（公営企業管理者）東京都教育委員会教育長を経て、東京都住宅供給公社理事長。

## 経歴
慶應義塾女子高等学校を経て、1985年（昭和60年）3月に慶應義塾大学経済学部卒業。同年4月、東京都庁入庁。都立大学都市研究所事務長、港湾局開発部副参事（東京テレポートセンタービル事業部企画課長・総務部総務課長）、知事本局企画調整部副参事（国際共同事業担当）、同部調整担当課長、港湾局総務部企画課長・総務課長（統括）、町田市副市長、福祉保健局企画担当部長・医療政策部長・少子社会対策部長、港湾局総務部長、政策企画局理事（報道総括担当）・（知事補佐担当）、選挙管理委員会事務局長などを歴任。
2018年（平成30年）4月、塩見清仁の後任として生活文化局長に就任。この際に都の女性局長級職員は4人から9人に倍増した。都民劇場理事、東京マラソン財団評議員、東京都私学財団理事なども務めた。
2020年（令和2年）7月、中嶋正宏の後任として自身24ポスト目となる都水道局長に就任 (女性初) 。翌年策定した「水道経営プラン2021」で「強靭で持続可能な水道システムの構築」「東京水道を支える基盤の強化」の方針を示した。日本水道協会理事、給水工事技術振興財団理事なども務めた。
水道公論　2021年5月号にも寄稿。
東京都人材支援事業団評議員等も兼務し、2022年 (令和4年) 4月、女性初の東京都教育委員会教育長 、全国都道府県教育委員会連合会会長、全国都道府県教育長協議会会長、東京都産業教育振興会理事長、地方公務員共済組合連合会運営審議会委員、東京都交響楽団評議員、東京都NIE推進協議会顧問、教員養成評価機構評議員、公立学校共済組合東京支部長、文部科学省中央教育審議会委員。2025年東京都住宅供給公社理事長。